# Guerra da Restauração
A Guerra de Restauração foi um conjunto de confrontos armados travados entre o Reino de Portugal e a Coroa de Castela desencadeados após o início da Guerra dos Segadores (ou Sublevação do Principado da Catalunha), e que se estenderam por um período de 28 anos, entre 1640 e 1668. Os confrontos tiveram início no golpe de estado da Restauração da Independência de 1 de dezembro de 1640 — que pôs fim à monarquia dualista da Dinastia Filipina iniciada em 1580 — e terminaram com o Tratado de Lisboa de 1668, assinado em nome de Afonso VI de Portugal e Carlos II de Espanha, pelo qual ficou definitivamente reconhecida a independência do reino de Portugal.
O período de 1640 a 1668 caracterizou-se por confrontos periódicos entre Portugal e Espanha, tanto com pequenos enfrentamentos como graves conflitos armados, dos quais muitos deles foram ocasionados por conflitos de Espanha e Portugal com potências não ibéricas. A Espanha participou na Guerra dos Trinta Anos até 1648 e na Guerra Franco-Espanhola até 1659, enquanto Portugal participou na Guerra Luso-Holandesa até 1663. A frente manteve-se estática, pois a Espanha esteve fundamentalmente à defensiva até 1659, dada a prioridade que a corte madrilena outorgou a sufocar a Sublevação da Catalunha.
A designação Guerra da Restauração da Independência foi criada pelos historiadores portugueses do período romântico, no século XIX. Nos séculos XVII e XVIII, a guerra era conhecida, em Portugal e fora dele, como Guerra da Aclamação, referindo-se à Aclamação real do duque de Bragança como rei de Portugal.

## Antecedentes

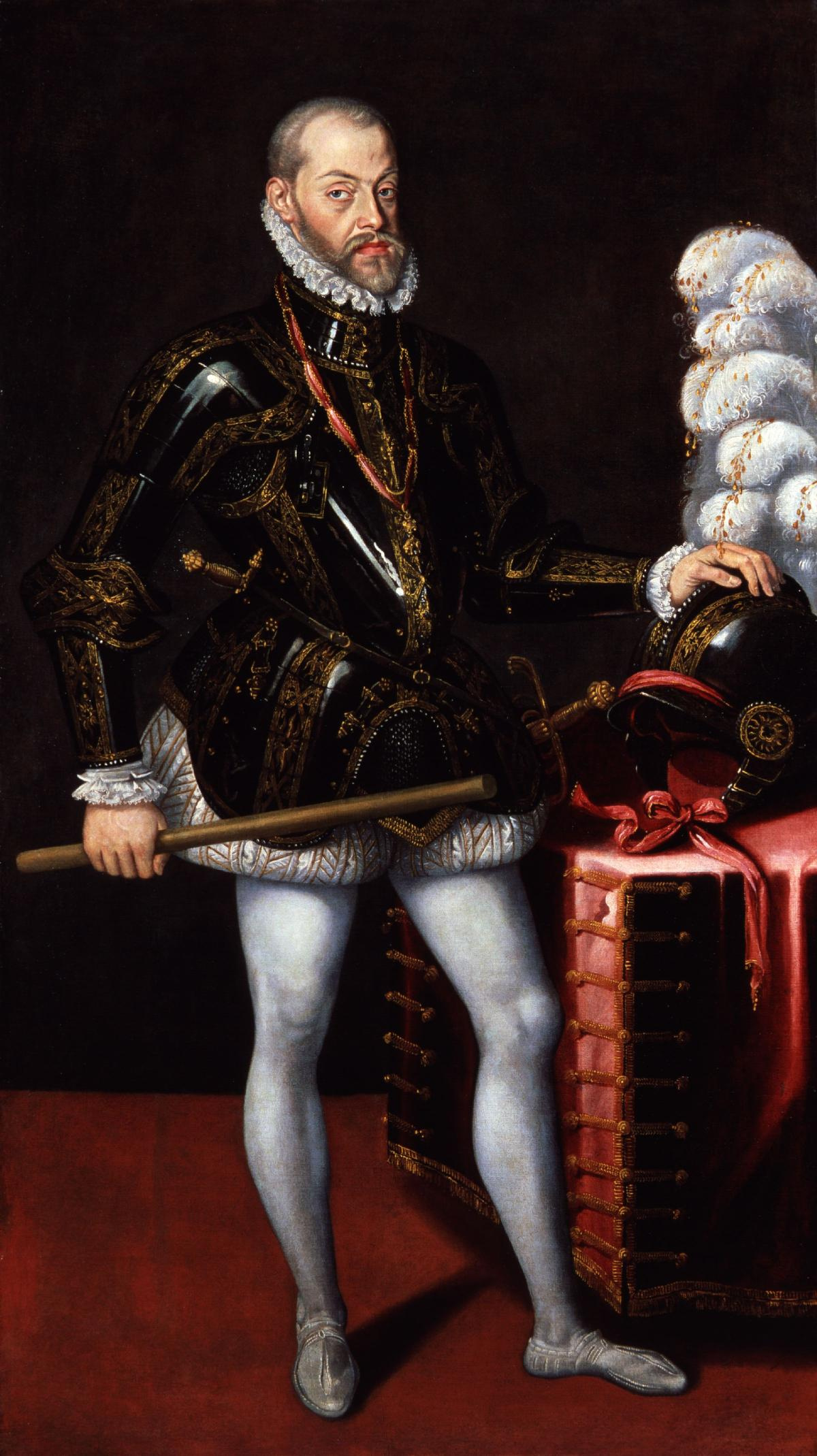
Filipe II da Espanha e I de Portugal

Depois da morte sem herdeiros do rei Sebastião I de Portugal em 1578 e de seu sucessor Henrique I de Portugal em janeiro de 1580, instaurou-se um vazio de poder no trono de Portugal que provocaria uma crise dinástica. A crise deveu-se em grande parte pela ausência de normas que regulassem adequadamente a situação e resultou num momento de decadência nacional, pelas derrotas no norte de África, a redução do comércio e os embates com os piratas ingleses e franceses. As Cortes deviam decidir quem dentre vários reclamantes deveria ocupar o trono português, mas antes de que a eleição fosse feita, Filipe II de Espanha antecipou-se à decisão e ordenou a invasão militar do país, amparado nos seus direitos à sucessão à coroa portuguesa. Filipe tinha pactuado com os poderosos do país —a classe média, a nobreza e alto clero—, e não esperava uma resistência séria à ofensiva do duque de Alba. Na realidade, a união ibérica era muito provável, pois dos onze casamentos celebrados pela extinta dinastia de Avis nas suas últimas três gerações, oito tinham-no sido com os Habsburgos espanhóis. A relação entre as duas dinastias era tal, que quase formavam uma única família, com interesses similares.
Efetivamente, a oposição principal proveio do povo e do baixo clero, os que menos podiam esperar da mudança de dinastia. Em 20 de junho de 1580, adiantando-se à decisão do conselho regente, António, Prior de Crato, proclamou-se rei de Portugal em Santarém, sendo aclamado em várias localidades do país; seu governo durou 30 dias, já que suas escassas tropas foram vencidas pelo exército espanhol mandado por Fernando Álvarez de Toledo e Pimentel, duque de Alba, na batalha de Alcântara em agosto de 1580. Dom António, descendente ilegítimo do rei Manuel I, obteve o respaldo popular, inspirado num vadio sentimento patriótico, que não bastou, no entanto, para fazer frente às tropas do duque. Seguiu sustentando a oposição aos Habsburgos durante décadas, infrutiferamente. Os privilegiados portugueses, pelo contrário, celebraram o fracasso de António. No ano seguinte, Filipe II foi proclamado rei Filipe I de Portugal pelas Cortes de Tomar. Filipe contava com o apoio dos grupos influentes do país: o alto clero, a nobreza e os mercadores. Para ganhar o favor destes, o monarca espanhol prometeu respeitar e ampliar seus privilégios.
Esse seria o começo de um período em que Portugal junto com os demais reinos hispânicos foi governado por vice-reis ou governadores dos reis de Espanha, vivendo debaixo do domínio do ramo espanhol da casa de Habsburgo, partilhando o mesmo monarca numa monarquia dual aeque principaliter, que se iria prolongar até 1640. Em Madrid, passou a existir um Conselho de Portugal — composto em exclusivo por portugueses — para assessorar o rei sobre assuntos concernentes ao reino. Portugal conservou, nesse início, suas próprias leis e instituições, que lhe permitiram manter-se como nação quase independente com um importante império ultramarino que lhe outorgava grandes vantagens económicas. O rei comprometeu-se ademais a defender o vasto império português, que se estendia por territórios americanos, africanos e asiáticos. Os nobres aumentaram seus poderes políticos e económicos à custa daqueles da Coroa.

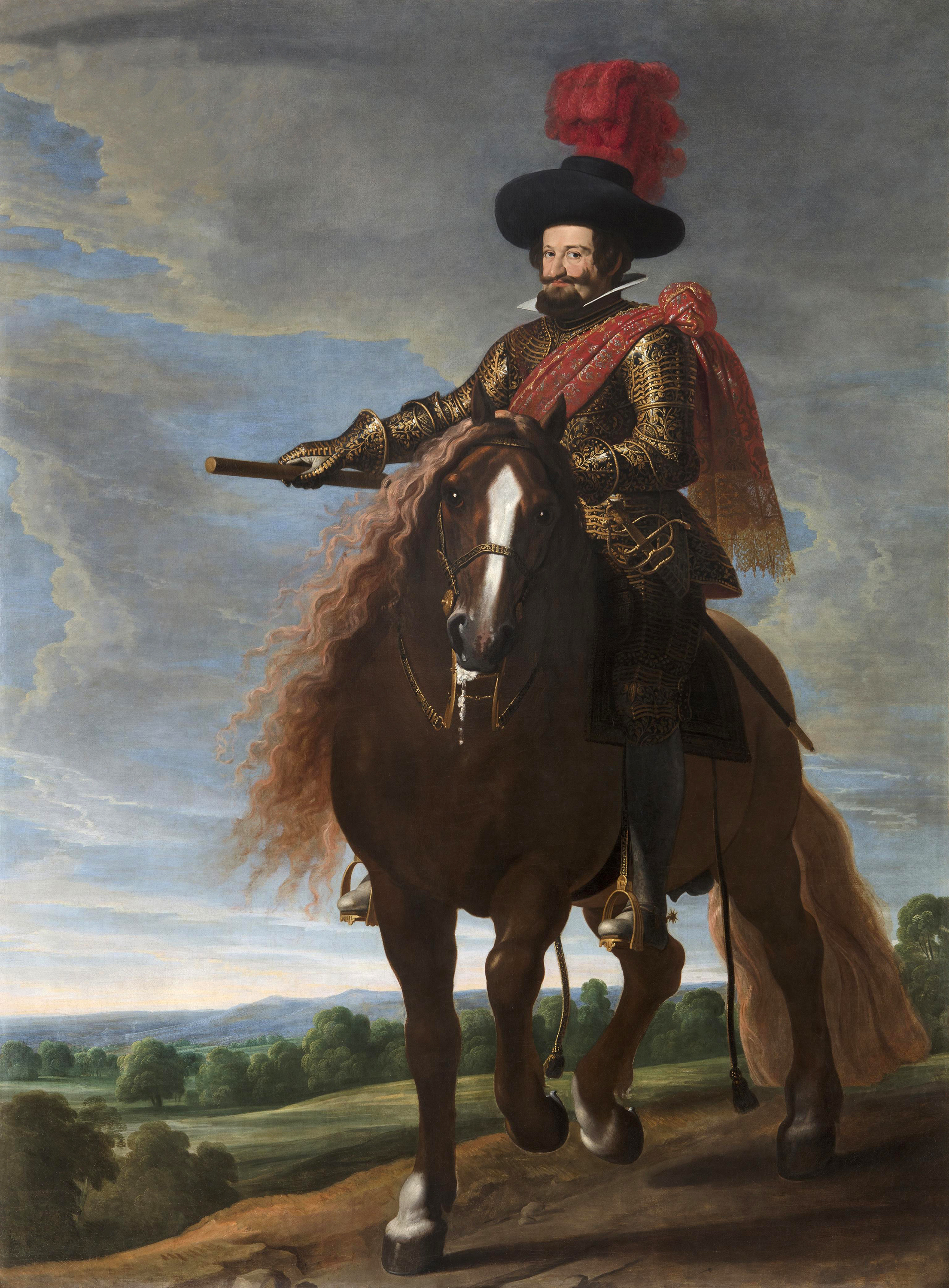
Retrato equestre do Conde-Duque de Olivares. Olivares tentou unificar os vários reinos que compunham a monarquia hispânica, já que após séculos de guerras e o esgotamento dos metais preciosos vindos da América, a Coroa de Castela estava esgotada militarmente e economicamente

A ilusão inicial das duas partes, que esperavam prosperar com a união, durou aproximadamente até a assinatura da Trégua dos Doze Anos com as Províncias Unidas dos Países Baixos em 1609. A partir de então cresceu a tensão, afundada pelas incursões holandesas no Brasil. A partir de 1630, estendeu-se o espírito da sublevação que se desatou finalmente em 1640. A principal causa do descontentamento eram os prejuízos portugueses ocasionados pelo conflito entre a Coroa e os holandeses. A isso uniu-se, a princípios do reinado de Filipe IV, a politica a que o valido conde-duque de Olivares submeteu o comércio luso. Outra das razões do descontentamento era a incapacidade real para defender as colónias de outras potências como França e Inglaterra. Um quarto motivo de queixa, a ausência do soberano, em realidade era hipócrita, pois a nobreza aproveitou-a para aumentar seu poder no território mediante a participação em juntas de administração que tratavam de rivalizar com o poder do vice-rei. Relacionada com esta achava-se o empenho real em recuperar as rendas que lhe correspondiam, entregadas principalmente em usufruto à nobreza, e reformar a tributação para aumentar as contribuições dos privilegiados, objetivos que desagradaram profundamente aos portugueses.
Os partidários da união, os que tinham saído favorecidos por ela (os membros da Administração, o alto clero e a alta nobreza) defendiam em geral a interpretação da Coroa do pacto das Cortes de Tomar: uma graça real que o rei podia mudar quando desejasse. Os preteridos, fundamentalmente a baixa nobreza, temiam perder as suas mordomias, ser vítimas das revoltas populares cada vez mais frequentes ou ser prejudicados pelos assaltos de ingleses e holandeses.
A política fiscal da Coroa em prejuízo dos privilegiados, tanto laicos como eclesiásticos, teve um papel fundamental na origem da conjura de 1640. O objetivo da Coroa era aumentar a arrecadação e que a contribuição da nobreza e o clero crescesse; estas classes, por sua vez, recusaram qualquer infração de suas mordomias fiscais, que as isentavam de impostos fixos. Os fundos seriam para financiar novas frotas, necessárias para enfrentar os holandeses, que tinham tomado controlo de Pernambuco. O plano reformista, que afetou todas as classes sociais, acelerou-se com a chegada da nova vice-rainha, Margarida de Saboia, duquesa de Mântua, em 1634. Entre as medidas financeiras contou-se a elaboração em 1635 de um inventário de bens eclesiásticos com o fim de desamortizar alguns, cuja posse pela rica Igreja lusa era ilegal. A medida suscitou a inimizade desta com a Coroa. Especial desdém para os Habsburgos mostrava a Ordem Jesuíta, que tinha tido vários conflitos com a Coroa e Castela desde o começo da união. Em 1637 o rei ordenou a criação de um cadastro de propriedades da nobreza, outra medida que atiçou o descontentamento. Em agosto desse mesmo ano, a imposição de um novo imposto ao vinho e à carne e o incremento das sisas num momento de crise económica e más colheitas desencadearam uma revolta popular que começou em Évora e estendeu-se velozmente pelo sul do reino. Ao contrário da nobreza, que se absteve de participar nela, mas também não contribuiu para a sufocar, alguns membros da Companhia de Jesus apoiaram os rebeldes. O rei teve de enviar tropas castelhanas para aplastar a rebelião e seguidamente, em 1638, convocou a grande parte dos nobres a Madrid para criticá-los pela sua passividade.
Nesse mesmo ano de 1638 convocou-se em Madrid a Junta Grande de Portugal, para reformar o governo do reino. Suprimiu-se o Conselho de Portugal, substituído por duas juntas, uma situada em Lisboa e outra em Madrid —dominadas por secretários portugueses fiéis a Olivares—, pretendendo-se mudar o sistema governamental e permitir que os castelhanos participassem na gestão do reino português, algo proibido pelas Cortes de 1581.
O fracasso das expedições para recuperar Pernambuco em 1638 e 1639 alimentaram a tensão. Os portugueses temiam que os holandeses ameaçassem também Angola e São Tomé, de onde procediam os escravos que levavam para o Brasil. Essa situação fez com que as colónias portuguesas do Atlântico estivessem cada vez mais descontentes com o governo madrileno.
Este período acumulou descontentamentos — em maior medida durante o reinado de Filipe IV — que resultaram em duas revoltas populares tidas em 1634 e 1637 na região do Alentejo e em algumas outras cidades que não chegaram a ter proporções decisivas e na insurreição, em 1 de dezembro de 1640, da dinastia de Bragança, iniciando-se com ela a guerra de separação de Portugal de Espanha.

## O levantamento de 1640

### Primeiras revoltas

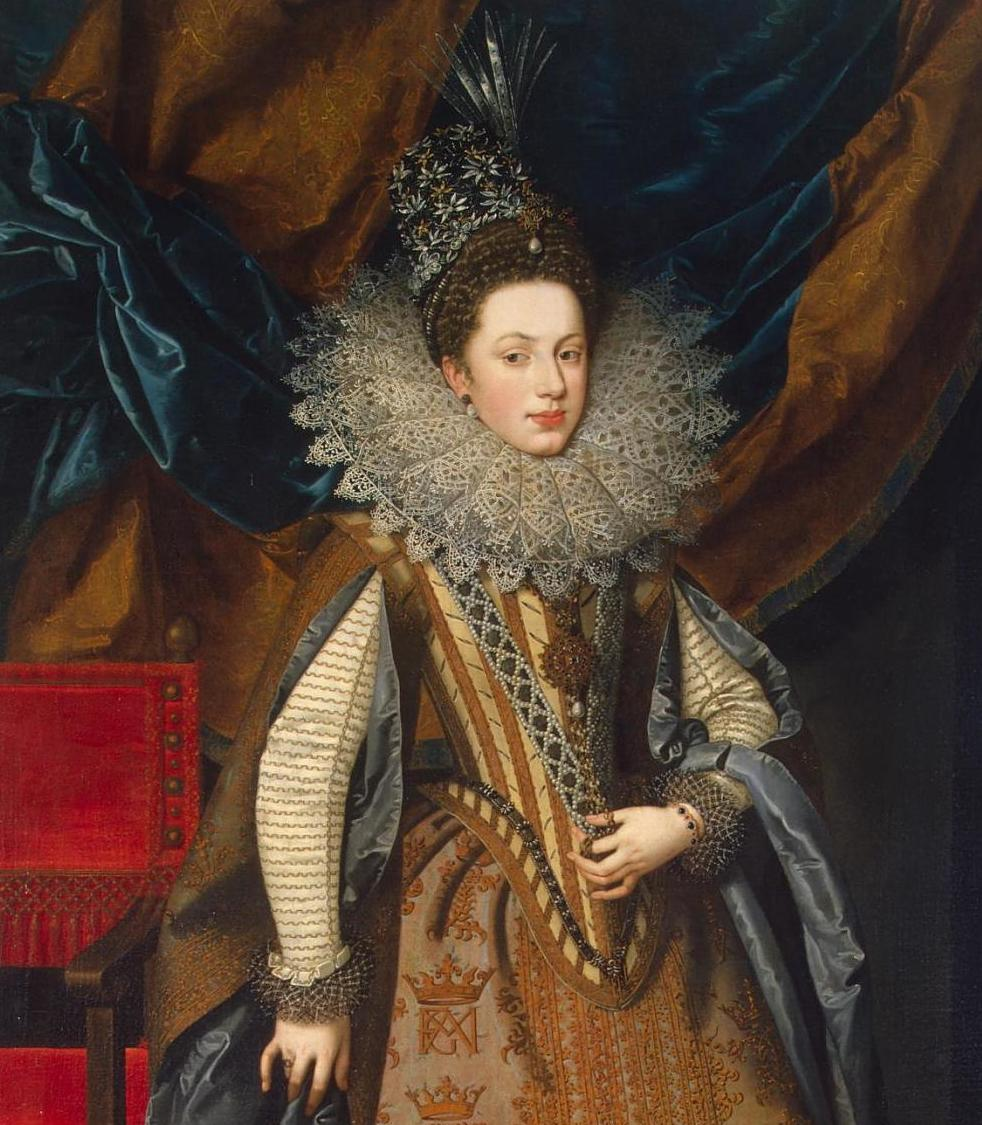
Margarida de Saboia, vice-rainha de Portugal, por Frans Pourbus

O projeto de castelhanização dos territórios peninsulares impulsionado pelo conde-duque de Olivares supôs o aumento da pressão fiscal. As petições financeiras e militares do valido originaram várias revoltas já na década de 1620 e 1630. A essas somou-se o desencanto de parte das classes privilegiadas portuguesas, que tinham esperado beneficiar-se da união dos impérios coloniais mas tiveram que enfrentar os ataques reiterados dos inimigos do rei nas posses do ultramar.
Existia o claro peso da pressão fiscal que deviam suportar os portugueses e o povo começava a manifestar-se nas ruas. As revoltas contra o domínio espanhol tiveram como antecedentes, entre outros, o Motim das Maçarocas, que estourou no Porto em 1628. A Revolta do Manuelinho em Évora, no ano de 1637, foi um precursor do movimento restaurador. Foi um levantamento popular anti-fiscal que contou com o apoio de alguns dos conjurados de 1640. Os privilegiados atiçaram a revolta, mas não participaram nela. Finalmente, tropas castelhanas sufocaram-na em 1638. O duque de Bragança, esperança dos privilegiados para restaurar uma dinastia portuguesa no trono e figura necessária para isso, mostrou-se relutante em participar das conspirações. (ver Os Conjurados) O duque, principal proprietário do reino, era também seu maior aristocrata. O povo, diferentemente do duque e exasperado pela pressão fiscal dos Habsburgos, estava disposto a rebelar-se.
Estes movimentos propagaram-se por outras regiões do reino, com a intenção de depor a dinastia filipina e entronizar novamente uma portuguesa. Deste modo estouraram insurreições e motins em localidades como Portel, Sousel, Campo de Ourique, Vila Viçosa, Faro, Loulé, Tavira, Albufeira, Coruche, Montargil, Abrantes, Sardoal, Setúbal, Porto, Vila Real e Viana do Castelo, nas regiões de Alentejo e Algarve. A causa imediata destes alvoroços foi a imposição de novos impostos e as difíceis condições de vida da população sob o domínio espanhol. O movimento não conseguiu destituir o governo instaurado em Lisboa, sucumbindo ao reforço de tropas castelhanas que foram em seu auxílio para reprimir a revolta.

### Portugal e a política de Olivares
O conde-duque de Olivares, valido do rei Filipe IV de Espanha, alegando desejar constituir uma junta de pessoas notáveis, chama a Madrid os fidalgos de mais alto nível. Ao mesmo tempo, com o pretexto da guerra com França, manda recrutar tropas por todo Portugal e ordena ao Duque de Bragança o envio de 1000 soldados armados. Consciente de que parte da nobreza portuguesa era a favor do duque, tentou em vão trazê-lo a Madrid ou afastá-lo de Portugal, oferecendo o governo do Ducado de Milão.
As reformas reais foram mal vistas pela nobreza média — a alta nobreza, assim como o alto clero, achava-se assimilada à dinastia —, que não sabia se iria submeter-se a elas ou rebelar-se. A Coroa esperava que ela optasse por se adaptar à nova situação que pretendia implantar com as novas medidas, mas a eliminação da vantagem militar espanhola no final da década de 1630 pela derrota das Dunas e o surgimento da Insurreição da Catalunha levou ao caminho do levantamento. À perda dos barcos necessários para bloquear a costa no combate com os holandeses uniu-se a falta de tropas de terra para sujeitar Portugal, pois as forças disponíveis na península estavam a tentar sufocar o levantamento catalão.
Em agosto de 1640, renovam-se as tentativas de envolver a Portugal nas empreitadas bélicas da Monarquia por motivo da guerra com França, e as revoltas na Holanda e Catalunha.  Realizam-se importantes solicitações de soldados que deviam marchar para a Catalunha, à custa do tesouro português. Era a estratégia para a prevenção da resistência portuguesa diante dos projetos uniformadores de Olivares.

### Os conjurados

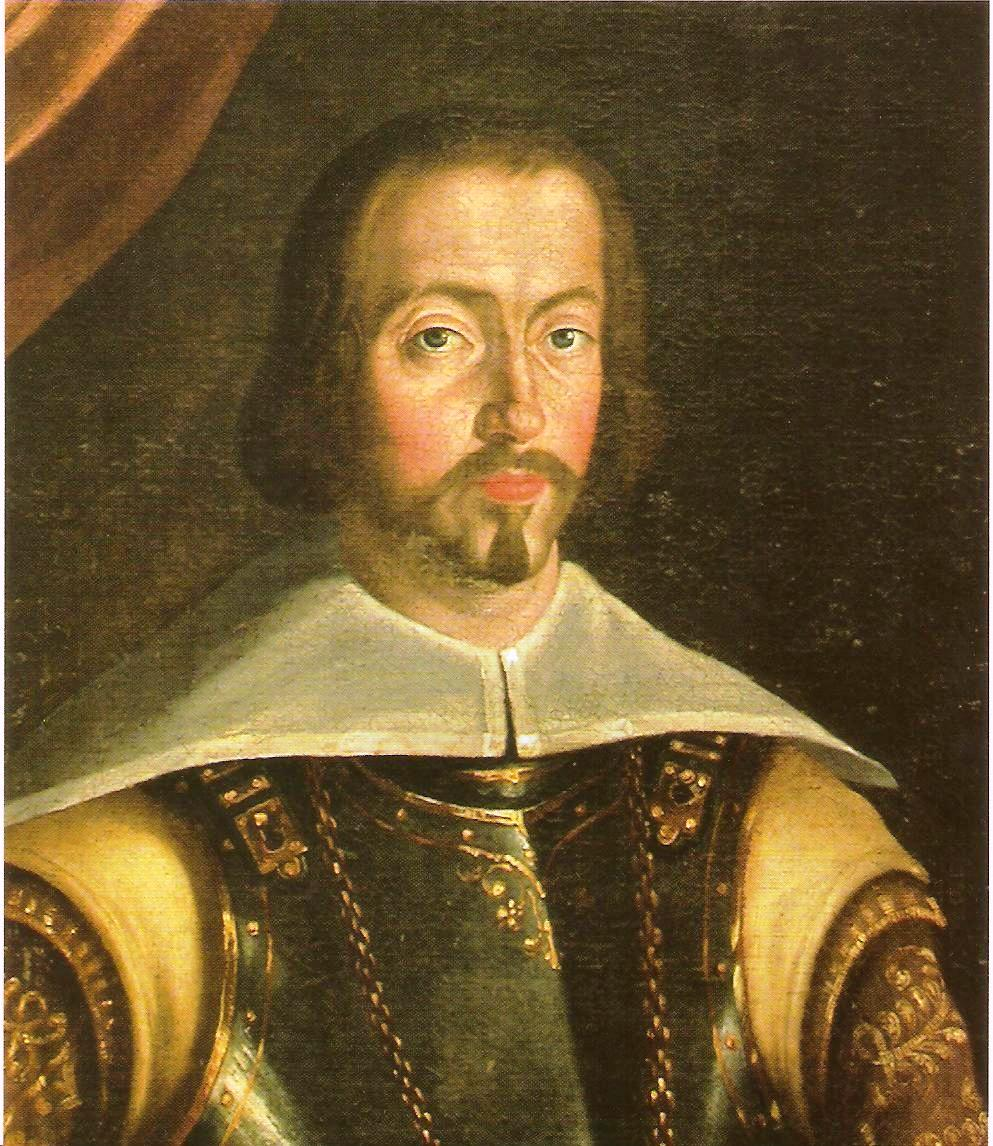
O duque de Bragança, futuro João IV de Portugal

O levantamento de 1640 foi planeado em Lisboa pelos fidalgos D. Antão de Almada, D. Miguel de Almeida e pelo Dr. João Pinto Ribeiro e outros 40 homens da nobreza, do clero e militares, para considerar os males de que sofria então Portugal. Pertenciam fundamentalmente àqueles que se consideravam postergados na obtenção de graças, fundamentalmente os setores médios. Os objetivos que se pretendiam alcançar era a destituição dos Habsburgo e a proclamação de novo rei de origem portuguesa. Finalmente chegou-se à conclusão da necessidade de realizar uma revolução, resolvendo enviar a Vila Viçosa um emissário, encarregado de propor ao duque de Bragança que aceitasse o trono. Essas reuniões ocorreram no palácio de D. Antão de Almada, hoje conhecido por essa razão como Palácio da Independência.
O eleito pelos conjurados, João, oitavo duque de Bragança, achava-se retirado no seu palácio de Vila Viçosa, dedicado à sua paixão: a música. Era um dos nobres assimilados à dinastia reinante, da qual não só tinha obtido a confirmação das suas mordomias, como as tinha aumentado. Estava aparentado ademais com várias linhagens de Castela e sua esposa era irmã do duque de Medina-Sidonia. Apesar das sugestões e ameaças dos conjurados e as esperanças de libertação que o povo depositava nele, o duque não parecia disposto a participar na rebelião. No princípio, negou-se a isso. A sua participação era importante para justificar o levantamento como restauração da Casa de Bragança, nativa, em frente aos estrangeiros Habsburgos. Apesar das justificações vagamente nacionalistas, os conjurados pretendiam na realidade implantar uma nova dinastia mais favorável aos seus interesses. Apresentavam o seu ideário nacional para ganhar o apoio do povo, farto do aumento da pressão fiscal.
O duque aceitou o trono somente em 1640, após a perda da armada espanhola na Batalha das Dunas e o envio das tropas para sufocar a Revolta Catalã que desvaneceram o perigo do rápido sufocamento da revolução. Ante sua negativa inicial, os conjurados trataram em vão de oferecer o trono a seu irmão Duarte, que evitou comprometer-se. Em 1639, a rede de conjurados cresceu, mas não o bastante para que o duque aceitasse unir-se a eles: voltou a recusar fazê-lo. O número de revoltosos continuou a crescer e em 1640 de novo tentaram que o duque se lhes juntasse, o que novamente recusou. Incapazes de convencer o duque, os conspiradores ameaçaram-no com proclamá-lo rei sem o seu consentimento em agosto ou setembro ou inclusive com instaurar uma república; a ameaça mostrou-se infrutífera e João continuou a recusar as propostas dos conjurados. O apelo de Filipe IV para que fossem com seus vassalos combater no Principado da Catalunha desagradou os nobres, favorecendo assim os conspiradores, que se mostraram por fim mais dispostos a sustentar o duque, que acabou por aceitar unir-se ao plano. João aceitaria a coroa quando a revolução triunfasse: enquanto isso, permaneceria em Vila Viçosa.
Para evitar no último momento o levantamento, Olivares convocou o duque a Madrid no final de 1640. Pressionado pelos conjurados, o duque recusou-se e afirmou que marcharia à capital mais adiante; a convocação só serviu para acelerar o plano de rebelião.
Aproveitando a concentração das tropas espanholas na Catalunha, os conjurados proclamaram a independência a 1 de dezembro de 1640. A iniciativa não partiu do povo, mas da classe dirigente portuguesa.

### O levantamento
Às nove da manhã do sábado de 1 de dezembro de 1640, os conjurados dirigiram-se ao Paço da Ribeira, situado na Praça do Comércio de Lisboa. Depois de enfrentar a guarda tudesca, assassinaram e defenestraram pela fachada do Palácio Real o secretário de Estado, Miguel de Vasconcelos. Prenderam a vice-rainha no seu gabinete, enquanto tentava desde a janela, acalmar a multidão e comprometia-se a interceder ante Filipe IV pelo assassinato de Vasconcelos. A vice-rainha achava que o tumulto era mais um dos frequentes protestos anti-fiscais, e não um golpe contra a dinastia reinante. Em apenas algumas horas a cidade caiu nas mãos dos revoltosos. De imediato enviaram-se emissários a todo o reino para anunciar o levantamento. Os rebeldes apresentaram o levantamento como uma restauração do que consideravam a ordem legítima contra a tirania estrangeira representada pelos Habsburgos espanhóis. A propaganda, muito abundante, tratou de justificar a mudança política como uma ação nacional de recuperação da independência de mãos de um soberano chamado de tirano. Os «melhores do país» teriam tomado a decisão, segundo a propaganda, de libertar o reino de tal situação de injustiça. Na realidade, era um golpe de uma minoria privilegiada para recuperar o poder político pela força e proteger as suas mordomias, ameaçados pelo governo de Filipe IV.
Aclamaram o Duque de Bragança como rei, com o título de João IV de Portugal, dando início à quarta dinastia, a Dinastia de Bragança. O novo governante autorizou que Margarida de Saboia partisse para Espanha nos primeiros dias de dezembro desse mesmo ano. O momento foi oportunamente escolhido, já que a casa de Habsburgo enfrentava nessa época os problemas derivados da Guerra dos trinta anos e a Revolta Catalã.
A confirmação do triunfo do levantamento chegou a Madrid a 7 de dezembro, onde se proibiu sob pena de morte que se falasse do assunto. Até meados do mês de dezembro, o Governo acreditou poder retomar o controlo do reino vizinho. Devido aos outros conflitos em que se encontrava envolvida, a Espanha acabaria por adotar uma posição defensiva em relação a Portugal. Durante as seguintes duas décadas, esta frente ficou praticamente paralisada.

## Extensão do levantamento: os territórios do ultramar

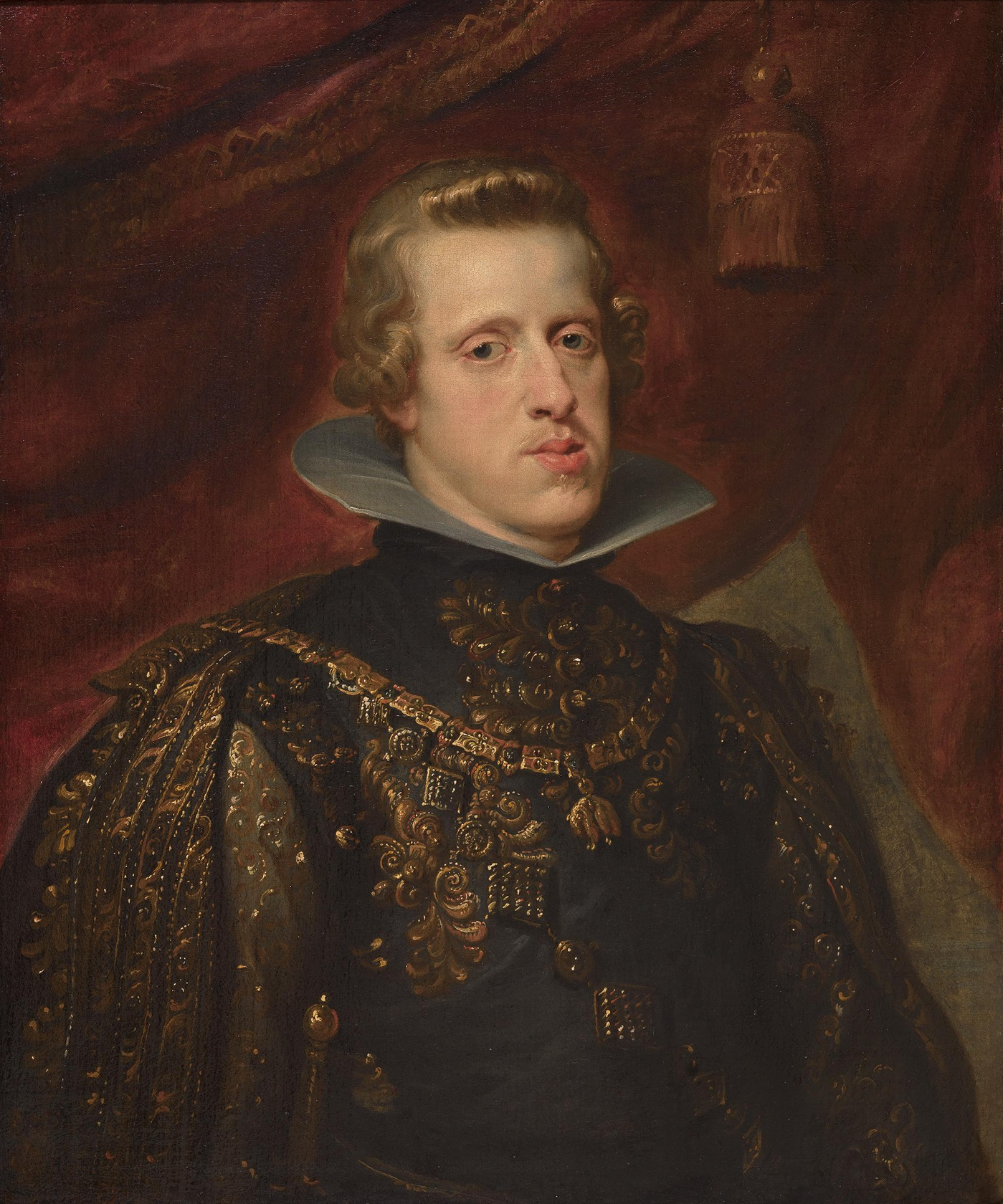
Filipe IV da Espanha por Peter Paul Rubens (c.1629)

Ao bloqueio de Portugal, território pobre em recursos, pouco produtor de cereais e sem prata para financiar as suas importações, que o Governo madrileno decretou o 10 de janeiro de 1641, uniu-se a tentativa do conde-duque de conservar as colónias. As advertências enviadas a estas para que se mantivessem fiéis ao rei Filipe, em geral não surtiram efeito. No Brasil o vice-rei era fiel aos Habsburgos, mas a influência dos jesuítas, partidários dos Bragança, fizeram com que o território se submetesse ao rei João em fevereiro e março de 1641, primeiro na Bahia e depois no Rio de Janeiro. A advertência a Angola, principal fonte de escravos para a América espanhola, demorou tanto que deu tempo a que a colónia reconhecesse o novo rei português em abril. O mesmo aconteceu na Guiné. Da África a notícia passou à Ásia, onde a Índia portuguesa e Macau, desagradadas com o governo dos Habsburgos, aceitaram João IV sem dificuldade. As colónias asiáticas esperavam que a mudança de dinastia permitisse assinar uma trégua com os holandeses, coisa que não aconteceu. Em agosto, uma esquadra holandesa apoderou-se de Luanda; pouco depois também aumentaram os assédios neerlandeses na Ásia.
Ceuta e Tânger no início mantiveram-se fiéis aos Habsburgos, sendo que a segunda reconheceu a soberania dos Bragança em 1643. A maioria dos territórios ultramarinos, contrários às medidas de reforço da autoridade real, limitação da dos governadores, e perseguição da corrupção, passaram à nova dinastia, esperando que esta as eliminasse. Opunham-se em especial à implantação do Juicio de residencia e à ampliação do poder judicial mediante o uso de ouvidores.
A Índia portuguesa saiu prejudicada pela independência: em 1640 contava com vinte e seis praças, enquanto em 1666 mal conservava dezasseis. O rei João, centrado em manter o Brasil, mostrou-se disposto a ceder algumas das posses nas índias, tendo concedido Bombaim e Tânger aos ingleses em 1661.

## Preparativos para a guerra
Imediatamente após assumir o trono português, João IV tomou várias medidas para fortalecer sua posição. A 2 de dezembro dirigia-se como soberano por cédula real datada de Vila Viçosa à Câmara de Évora. O caminho a seguir foi a reordenação de todas as forças para a repressão que se previa. Portanto, a 11 de dezembro decidiu criar o Conselho Supremo de Guerra para administrar tudo o que fosse relacionado com o exército. Posteriormente criou a Junta de Fronteiras que era responsável pela guarnição das fortalezas fronteiriças, da defesa de Lisboa, e dos portos marítimos. Em 28 de janeiro de 1641, começaram as sessões das Cortes que legitimaram a «restauração» de João ao trono português.
Um ano depois, em dezembro de 1641, criou um arrendamento para assegurar que todas as fortalezas do país seriam melhoradas e que as melhoras seriam financiadas com os impostos regionais. Posteriormente restabeleceu as leis militares de Sebastião I, com o fim de reorganizar o exército, além de empreender uma campanha diplomática centrada em restabelecer boas relações com Inglaterra.
Após ganhar várias pequenas vitórias, João tratou de fazer as pazes com rapidez. No entanto, sua exigência de que Filipe reconhecesse a nova dinastia reinante em Portugal não se cumpriu até o reinado de seu filho, Afonso VI, durante a regência de Pedro de Bragança, outro de seus filhos, que mais tarde se converteu no rei Pedro II de Portugal. Os confrontos com Espanha duraram vinte e oito anos.
Tanto Madrid como Lisboa decretaram bloqueios comerciais com o inimigo. O espanhol manteve-se teoricamente até o final do conflito, ainda que o contrabando tenha tornado os dois bloqueios ineficazes. As tentativas espanholas de que os ingleses se comprometessem a não comerciar com Portugal fracassaram; os próprios territórios da Coroa hispânica burlavam o bloqueio. O novo Governo português acabou com os impostos mais odiados durante o período Habsburgo, porém depois implantou outros mais onerosos, que justificou pela necessidade de sufragar a guerra de independência. A continuidade da pressão fiscal fomentou de novo o desencanto popular, que gerou revoltas menores que as da década de 1630, já em 1661.

## Situação internacional: as relações entre as potências europeias

### As relações entre França e Espanha
Ver também: Guerra Franco-Espanhola, Guerra dos Trinta Anos
Em 1640, o Cardeal de Richelieu, então primeiro-ministro de Luís XIII de França, era plenamente consciente do facto de que a França estava a lutar sob difíceis circunstâncias. Nessa altura, estava em guerra com Espanha e ao mesmo tempo tinha de controlar as rebeliões que estavam a ocorrer em França, as quais foram apoiadas e financiadas por Madrid, e para isso teve que enviar exércitos franceses para lutar contra os Habsburgos espanhóis em três frentes diferentes. Além de sua fronteira comum nos Pirenéus, Filipe IV de Espanha, anteriormente Filipe III de Portugal, reinou debaixo de diversos títulos, em Flandres e o Franco-Condado, a norte e a este da França respetivamente. Também, Filipe IV controlava grandes territórios na Itália, onde poderia, se o desejasse, impor uma quarta frente para atacar Saboia, então controlada pela França e governada por Cristina Maria da França, duquesa de Saboia, que atuava como regente em nome do seu filho, Carlos Emanuel II, duque de Saboia.
A Espanha tinha desfrutado da reputação de ter a força militar mais formidável da Europa, uma reputação que tinha ganhado com a introdução do arcabuz e a chamada Escola Espanhola. No entanto, esta reputação e tática tinha diminuído com a guerra dos Trinta Anos. Richelieu, obrigou Filipe IV a lutar contra os seus próprios problemas internos. Com o fim de desviar as tropas espanholas que sitiavam a França, Luís XIII, seguindo o conselho de Richelieu, apoiou as reivindicações de João IV de Portugal durante a guerra. Isto ocorreu pois a França queria dispersar as forças espanholas para outras frentes de batalha.
O primeiro acordo entre França e Portugal assinou-se a 1 de junho de 1641. A França esperava que a abertura de uma nova frente na península debilitasse a Filipe IV, mas João IV não satisfez as esperanças de Paris: carecendo de recursos para realizar uma invasão a Castela, limitou-se a liderar uma guerra de desgaste.

### As relações entre Portugal e França
Ver também: Tratado dos Pirenéus
Para o cumprimento dos interesses comuns da política estrangeira de Portugal e França, uma aliança entre os dois países foi assinada em Paris no dia 1 de junho de 1641, obrigando Portugal a continuar a manter uma guerra contra Espanha, procurando invadir os domínios de Castela e atacando as frotas das Índias. Este tratado durou dezoito anos até que o sucessor de Richelieu, um ministro de Assuntos Exteriores, o cardeal Mazarin, rompeu o tratado abandonando os seus aliados portugueses e catalães para assinar uma paz em separado com Madrid.
Em 1647, João propôs a Mazarin entregar o território peninsular português ao duque de Orleães, que ficaria como regente enquanto a corte retirar-se-ia para um novo reino que formaria com o Brasil e os Açores, dividindo assim o reino. O duque teria de casar a sua filha com o príncipe Teodósio, que herdaria depois o trono do Portugal peninsular. A desesperada proposta surgia do temor português em perder a aliança francesa quando as Províncias Unidas começavam a tratar a paz com Espanha. Mazarin recusou a oferta.
O Tratado dos Pirenéus, assinado a 7 de novembro de 1659, na ilha dos Faisões, pôs fim à Guerra franco-espanhola iniciada em 1635, durante a Guerra dos Trinta Anos. Entre outros termos do tratado, a França reconheceu Filipe IV como legítimo rei de Portugal. Apesar da assinatura da paz entre Espanha e França, esta não deixou de enviar auxílios aos portugueses, como tinha feito desde 1641.
Sete anos mais tarde, nas últimas etapas da Guerra de Restauração portuguesa, as relações entre os dois países foram-se descongelando, chegando ao ponto em que o jovem Afonso VI de Portugal se casou com a princesa francesa, Maria Francisca de Saboia.

### As relações entre Portugal e as Sete Províncias Unidas dos Países Baixos
Ver também: Guerra dos Oitenta Anos, Guerra Luso-Holandesa, Tratado da Haia (1641), Tratado da Haia (1661)
No momento do levantamento de Lisboa de 1 de dezembro de 1640, os portugueses tinham estado em guerra com os holandeses durante quase quarenta anos. Uma boa parte dos conflitos pode-se atribuir ao facto de que Espanha e a República das Sete Províncias Unidas dos Países Baixos se encontravam a lutar simultaneamente a guerra dos Oitenta Anos (1568-1648) e, desde então, as hostilidades entre Portugal e os Países Baixos entraram em erupção em 1602, já que Portugal estava a ser governado por um monarca espanhol.
A guerra luso-neerlandesa ocorreu quase inteiramente no ultramar, com as empresas mercantis neerlandesas, Companhia Neerlandesa das Índias Orientais e a Companhia Neerlandesa das Índias Ocidentais, atacando as posses coloniais portuguesas na América, África, Índia e o no Extremo Oriente. Portugal encontrava-se numa postura defensiva em todas as partes, e recebeu muito pouca ajuda militar da Espanha.
Depois da proclamação de João IV de Portugal em 1640, holandeses e portugueses assinaram o Tratado de Haia de junho de 1641, uma trégua de dez anos ajudando-se uns a outros contra o seu inimigo comum, a Espanha. Ainda que originalmente estava pactuada para todos os territórios de ambos os impérios, ficou limitada ao continente europeu: as hostilidades seguiriam nas colónias holandesas e portuguesas até o final da guerra, e a definitiva expulsão dos holandeses em Angola (1648), São Tomé (1649) e Brasil (1654). No começo da guerra, os holandeses não só não reduziram os seus ataques às posses portuguesas, mas redobraram-nos, em especial na Índia e Angola.
Os holandeses retomaram a compra de sal nas fábricas de Setúbal; ressurgiu assim o comércio entre os dois países, que tinha cessado em 1580, quando o ramo espanhol dos Habsburgo, contra quem os holandeses se tinham insurgido, obteve o trono português. No entanto, os assaltos holandeses aos territórios portugueses mantiveram-se até 1663, inclusive após a assinatura do novo Tratado de Haia de 1661.
Em 1648, o rei João chegou a pedir ao Conselho de Estado que aceitasse entregar aos holandeses parte do Brasil que lhes tinha arrebatado e parte de Angola, além de lhes pagar uma onerosa indemnização para obter apoio contra Filipe IV. As relações de Lisboa com os colonos brasileiros eram tensas, e em 1647 o Rio de Janeiro admitiu voltar a reconhecer a autoridade de Filipe se este aceitasse certas concessões de autonomia.

### As relações entre Portugal e Inglaterra

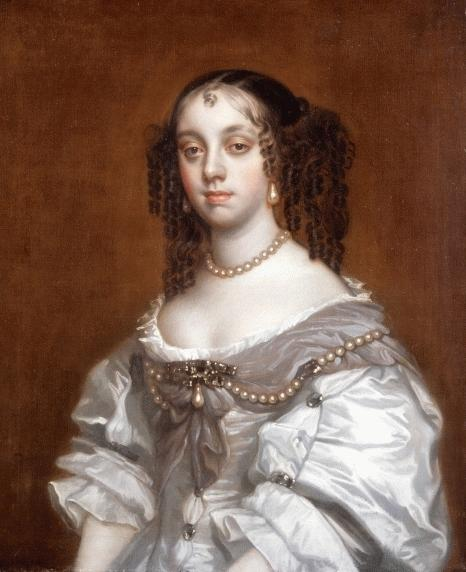
Catarina de Bragança, rainha da Inglaterra. Por Peter Lely

Inglaterra estava, nesse momento, envolvida na sua própria guerra civil. Apesar disso, assinou um acordo com Portugal no final de janeiro de 1642. Os portugueses reconheciam as possessões inglesas na Guiné, obtinham dois anos de prazo para decidir se concediam mordomias comerciais a Londres no Brasil e prorrogavam a trégua vigente na Índia. Na realidade, o acordo demonstrou a habilidade diplomática portuguesa, que obteve a ajuda dos Stuarts sem conceder nada que estes já não tivessem. O objetivo português era empregar a marinha mercante inglesa para assegurar o abastecimento do reino. Surgiram problemas aos portugueses nas relações com Inglaterra quando o Parlamento inglês venceu na guerra contra o rei e, ao mesmo tempo, a corte real portuguesa continuou a receber e reconhecer os príncipes e nobres ingleses. Estas tensas relações persistiram durante o breve período da Comunidade Inglesa, quando o governo republicano que tinha deposto e decapitado o rei Carlos I governou Inglaterra, Irlanda e Escócia.
Depois da restauração da dinastia Stuart, foi possível a Portugal compensar a perda do limitado apoio da França com a renovação da sua tradicional aliança com Inglaterra. A eficaz ajuda dos ingleses na guerra contra Espanha derivou-se, em 1654, num tratado que concedia mordomias aos comerciantes ingleses de Portugal, como a liberdade religiosa, justiça civil própria e liberdade de comércio com diminuição de taxas. Mesmo assim, a Inglaterra reteve os territórios coloniais adquiridos anteriormente a Portugal.
A aliança política complementou-se com um casamento dinástico em 1662, quando a infanta Catarina de Bragança, irmã do rei Afonso VI de Portugal, se uniu a Carlos II de Inglaterra, que acabava de reconquistar o seu trono e tinha urgentes necessidades financeiras. Catarina contribuiu então um excecional dote de 300 000 £ e a cessão de Bombaim e Tânger, somando a isto o direito para os ingleses de comerciar livremente com as colónias portuguesas. Em contrapartida, Portugal recebeu a necessária ajuda militar no seu conflito com Espanha, tanto na Península Ibérica como nas colónias.
Foi em grande parte graças à aliança com Inglaterra que a paz com Espanha foi possível ao finalizar a guerra. Espanha tinha sido drenada pela guerra dos Trinta Anos, e não tinha recursos para mais uma guerra, especialmente depois do ressurgimento da Inglaterra como potência.

## A guerra
Militarmente a guerra da Restauração Portuguesa consistiu principalmente de escaramuças fronteiriças e incursões de cavalaria às cidades fronteiriças, combinado com ocasionais invasões e contra invasões, muitas delas tímidas e insuficientemente financiadas. Somente houve cinco grandes batalhas cuidadosamente preparadas durante os vinte e oito anos de hostilidades. A principal frente do conflito foi a estremenha, seguido da galega, que só ganhou importância nos últimos anos da guerra, a partir de 1665. Na Estremadura, o clima limitava os principais combates a dois curtos períodos de campanha: um primaveral, de março ou abril a meados de junho, e outro outonal, de mediados de setembro ao final de novembro. Durante o verão, a água era escassa e no inverno a falta de pontes e bons caminhos impedia os movimentos dos exércitos. As diversas dificuldades logísticas limitavam o raio de ação dos exércitos e reduziam o tempo de campanha a umas duas semanas.
A guerra pode considerar-se ter tido três períodos:
- Primeiro, uma fase inicial (1640-1646) quando foi demonstrado que os portugueses não podiam ser facilmente devolvidos à submissão espanhola;
- Segundo, um longo período (1646-1660) de choques militares, caracterizados por pequenas incursões, enquanto Espanha concentrava os seus compromissos militares noutras partes da Europa;
- Terceiro, um último período (1660-1668) durante o qual o rei espanhol Filipe IV, procurou sem sucesso uma vitória decisiva que poria fim às hostilidades.

### Primeira etapa: escaramuças
Em princípio, a corte madrilena considerou que a frente portuguesa era de menor importância comparado com as outras nas quais combatia, como a catalã, limitando as ações contra Portugal a uma série de assaltos fronteiriços e escaramuças. Nos vinte e oito anos de guerra, houve somente cinco batalhas. A longitude da fronteira e a ausência geral de grandes acidentes geográficos que impedissem o cruzamento desta, favoreciam os assaltos. À impressão de prioridade que a corte madrilena atribuiu a outras frentes uniu-se a má situação do orçamento real, incapaz de destinar à guerra com Portugal exércitos suficientes e de qualidade para conseguir a submissão do reino. O exército da Extremadura contava nos primeiros anos da guerra com sete mil e oitocentos soldados e o do Alentejo que se lhe opunha, com uns seis mil; este tamanho resultava insuficiente para empreender o cerco das principais fortalezas da fronteira, o que contribuiu para que esta não variasse até às campanhas da década de 1660. As grandes manobras também se viam incapacitadas pelos soldados locais, que eram indisciplinados e inclinados à deserção. A contribuição de tropas estrangeiras também não melhorava a situação, por causa da dificuldade crónica para lhes pagar. Os inimigos de Espanha, no entanto, apressaram-se a prestar ajuda aos portugueses.

### Golpes e contragolpes
Em julho de 1641, fracassou uma conjura que pretendia dar um contragolpe em Lisboa, assassinar o rei D. João IV e devolver o poder à Duquesa de Mântua. Os conjurados, portugueses, ocupavam cargos importantes —eram nobres, eclesiásticos, servidores públicos e comerciantes—, mas foram denunciados por um deles às autoridades. O plano para derrocar João IV era apoiado pelos mais descontentes com a nova dinastia: parte da alta nobreza, assimilada em parte ao governo dos Habsburgos; a Inquisição e parte do alto clero e os assentistas judeus, cujos negócios dependiam do Governo madrileno. Novamente, como no golpe de dezembro em favor dos Bragança, o motivo principal da conjura era assegurar os interesses pessoais dos conjurados, que se viam em risco com a nova dinastia, mas também o facto de esperarem pelo triunfo dos Habsburgos numa esperada invasão . Os revoltosos pensavam que o rei João não seria capaz de resistir aos exércitos de Filipe e tratavam de passar ao bando que julgavam que seria vencedor. Este fracasso desencadeou uma onda de detenções de possíveis desafetos.
Os Bragança trataram de contra-atacar apoderando-se da frota das Índias com a colaboração das Províncias Unidas, França e do duque de Medina Sidonia, o mais rico nobre de Castela e senhor da Andaluzia ocidental. Medina Sidonia era irmão da nova rainha de Portugal. A traição de Medina Sidonia e Ayamonte foi desbaratada em agosto, quando foi descoberta.

### Choques na fronteira da Estremadura

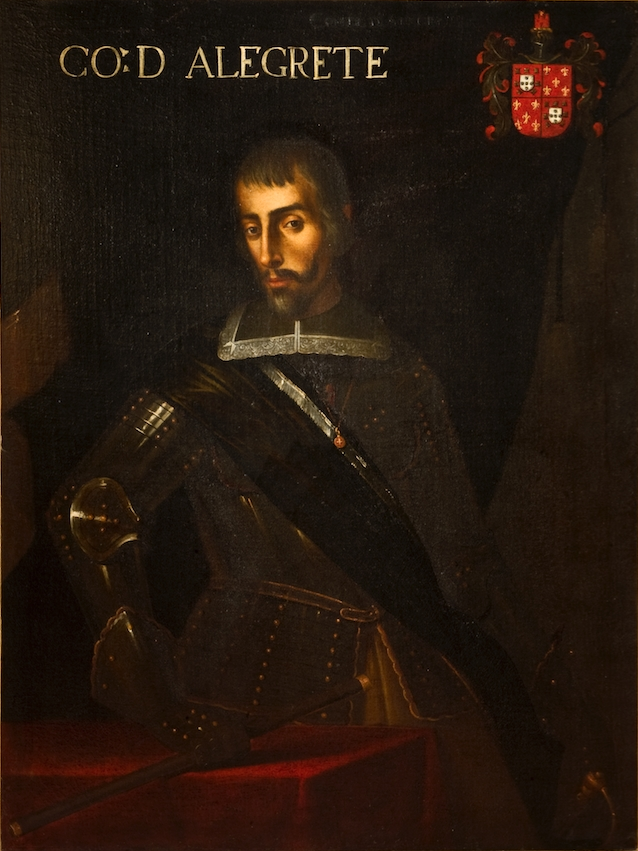
Matias de Albuquerque, o vencedor da batalha de Montijo. Nascido em Olinda, foi durante um breve período Governador-geral do Brasil

Para recuperar Portugal, os espanhóis organizaram dois exércitos: um principal na Extremadura e outro na Galiza. Na Galiza recrutaram-se dezasseis mil homens, sendo que menos serviram na frente, em más condições e mal pagos, situação que fomentou a propagação de epidemias e as deserções. Para melhorar a situação, decidiu-se reduzir o número de soldados, para contar com um contingente pseudo profissional melhor pago e tratado. A primeira redução feita para permitir que parte dos soldados pudessem retomar as tarefas agrícolas, realizou-se em 1644. Em 1649, serviam na frente galega quatro mil infantes e oitocentos ginetes.
Os portugueses fixaram o seu quartel general em Elvas, enquanto os espanhóis faziam-no na vizinha Badajoz, transladando-o desde Mérida, onde tinha estado nos primeiros meses de guerra. A zona, intensamente militarizada depois da aclamação de João IV em Lisboa, foi o teatro principal da guerra. Em 1641, dada a falta de capacidade dos adversários, os dois abstiveram de acometer-se. Os dois bandos concentraram-se em melhorar as defesas dos seus territórios. Os choques, determinados pelas ordens de Madrid e Lisboa, foram limitados a escaramuças. Em 1642 a guerra avivou-se: os portugueses levaram a cabo uma incursão na serra de Gata, aproveitando as desavenças entre os comandos militares de Cáceres e Salamanca. No resto do ano ocorreram as escaramuças, de resultado incerto. Durante 1643 e 1644, os portugueses devastaram a fronteira de Cáceres, com notável sucesso. Assaltaram ademais em vão Badajoz. Também atacaram a Galiza, onde se apoderaram de Salvatierra.
O exército real destinado à Extremadura, privado das melhores tropas e escasso de financiamento, teve de completar a sua força com soldados novatos e iniciantes na carreira militar. A falta de costume marcial favoreceu a indisciplina, à que se uniu a péssima qualidade dos oficiais. A falta de fundos para financiar as despesas do exército fizeram com que este tivesse que viver das populações locais. A população civil sofria com os ataques portugueses e com abuso de soldados espanhóis. Como consequência, formaram-se unidades de voluntários estremenhos, dedicados tanto à defesa de suas terras como a saques por Portugal e ao contrabando, de longa tradição na zona fronteiriça. Apesar das atividades ilegais destes bandos armados, eles eram fundamentais para a defesa fronteiriça, dada a ineficácia do exército regular.
Na frente galega, pouco ativa, nos primeiros anos de guerra destacaram-se a destruição do mosteiro beneditino de Fiaes em 1641, a vitória galega em Villaza e a perda espanhola da fortaleza de Salvatierra de Miño em 1642, que não recuperaram até 1659. Os combates limitaram-se a poucas incursões mútuas e as infrutíferas tentativas espanholas de recuperar Salvatierra.
Com a esperança de uma rápida vitória sobre Portugal, a Espanha destinou sete regimentos à fronteira portuguesa, mas os atrasos causados pelo conde de Monterrey, um chefe com mais interesse nas comodidades da boa vida que no campo de batalha, desperdiçou qualquer vantagem imediata. Uma contraofensiva portuguesa no final de 1641 fracassou, e o conflito ficou num ponto morto.
A primeira batalha da guerra ocorreu em 26 de maio de 1644 nas planícies de Montijo. Nesse dia, uma grande coluna de soldados espanhóis e mercenários sob o comando de Carlo Andrea Caracciolo, marquês de Torrecuso, natural de Nápoles, foi detida pelas forças portuguesas na Batalha de Montijo, guiadas por Matias de Albuquerque, um dos exímios oficiais coloniais portugueses que saltou para a fama durante a guerra. Ainda que os portugueses tenham vencido, nunca voltaram a tentar uma penetração profunda em território castelhano. Pouco depois, em novembro de 1644, Torrecuso cruzou as fronteiras desde Badajoz, atravessando o rio Guadiana, com 12 000 homens de infantaria, 2 600 de cavalaria, 20 peças de artilharia e dois morteiros, marchando para Campo Maior. O marquês mandou realizar um reconhecimento à praça de Olivença, então domínio português, mas desistiu de atacá-la por considerá-la de pouco interesse. O exército espanhol chegou a Elvas estabelecendo um cerco de oito dias à cidade. O marquês de Alegrete reforçou a guarnição e pôde superar os embates dos espanhóis, que se viram obrigados a retornar e cruzar a fronteira depois de sofrer grandes perdas.
Em 1645 seguiram as incursões mútuas em território inimigo. Os portugueses fracassaram na sua tentativa de apoderar-se de Valencia de Alcântara e os espanhóis ao tratar de expugnar Salvaterra do Extremo. As indisciplinas e as ânsias de saque minavam a eficácia das tropas castelhanas. As tentativas de reforma militar fracassaram. Em 1648 os portugueses redobraram as suas incursões na Extremadura, aproveitando o caos militar imperante nas linhas inimigas. Em 1648 os espanhóis contra-atacaram, limitando os assaltos portugueses e defendendo vitoriosamente Alcântara. Em 1649 e 1650, no entanto, retomaram as incursões, em geral com êxito, infligindo várias derrotas às forças espanholas.
Em 1649, o rei João procurou a mediação secreta de Roma para submeter de novo o reino à autoridade dos Habsburgos. O plano era casar o seu filho e herdeiro, Teodósio com a então herdeira espanhola, a infanta Maria Teresa e fixar a corte em Lisboa.

### Atrocidades
A guerra então adquiriu um carácter peculiar. Converteu-se num confronto fronteiriço, com frequência entre as forças locais, vizinhos que se conheciam bem uns aos outros, mas este conhecimento não moderou os impulsos destrutivos e sanguinários de um e outro bando. A natureza arbitrária do combate viu-se exacerbada com frequência pelo uso de mercenários e recrutas estrangeiros, e incidentes de crueldade singular registaram-se em ambos os lados. Os portugueses reviveram as velhas animosidades que se tinham retraído durante sessenta anos de dominação espanhola, e os espanhóis opinavam com frequência que os seus oponentes eram súbditos desleais e rebeldes, e não um exército inimigo com direito a um tratamento digno conforme as regras de combate.

### O papel dos ciganos
Presentes em Portugal desde a segunda metade do século XV, os ciganos continuavam a ser alvo de discriminação e perseguição, não sendo considerados portugueses mesmo que nascessem no território do Reino. Em 1641, o Concelho de Guerra, determinou a prisão de todos os ciganos que se encontrassem nos batalhões militares, mas, mesmo assim, havia mais de 250 ciganos na frente de batalha, de entre os quais se destacou Jerónimo da Costa, que perdeu a vida em combate. A alguns soldados e suas famílias foi posteriormente concedida permissão para permanecerem no reino e se naturalizarem.

### Alcance da guerra
A guerra deu-se em três teatros diferentes ao longo do primeiro período, mas a atividade bélica centrou-se na frente norte, para perto de Galiza, e na fronteira central, entre a região portuguesa do Alentejo e a espanhola de Extremadura. A frente sul, onde a região meridional portuguesa do Algarve fazia fronteira com a Andaluzia na Espanha, era um objetivo lógico para Portugal, mas nunca foi objeto de um ataque luso, provavelmente devido à rainha consorte de Portugal, Luísa de Gusmão, ser irmã do duque de Medina Sidonia, principal nobre da Andaluzia.

### Desgaste e corrupção
Espanha, a princípio, fez uma guerra defensiva. Portugal, por sua vez, não sentia nenhuma necessidade de tomar território espanhol com o fim de ganhar, e também estava disposto a fazer da guerra uma competição defensiva. As campanhas normalmente consistiam em correrias (incursões de cavalaria) para queimar os campos, saquear as populações e roubar grandes rebanhos de gado e de outros animais do inimigo. Os soldados e oficiais, muitos deles mercenários, estavam principalmente interessados no despojo e propensos à deserção. Durante longos períodos, sem homens nem dinheiro, nenhum dos lados montou campanhas formais, e quando as ações foram tomadas, eram conduzidas com frequência tanto por considerações políticas, como pela necessidade de Portugal de impressionar a potenciais aliados, bem como por claros objetivos militares. Ano após ano, considerando os problemas de enfrentar a campanha no inverno, e o calor e a seca do verão, a maioria dos combates importantes limitavam-se a duas "estações de campanha" relativamente curtas, em primavera e outono.
A guerra instalou-se num padrão de destruição mútua. Já em dezembro de 1641, era comum escutar dos espanhóis de todo o país que "Extremadura está acabada". Os arrecadadores de impostos, agentes de recrutamento, os soldados acantonados, e as depredações por parte das tropas espanholas e estrangeiras eram odiados e temidos pela população espanhola, tanto como as incursões do inimigo. Na Extremadura, as milícias locais levaram o peso da luta até 1659, e a ausência destes soldados a tempo parcial era sumamente prejudicial para a agricultura e as finanças locais. Dado que com frequência não se tinha dinheiro para pagar ou apoiar as tropas (ou para recompensar os seus comandantes), a coroa espanhola pouco fez para combater o contrabando, a especulação, e a destruição que se tinha convertido em algo endêmico na fronteira. Condições similares também existiam entre os portugueses.

### Segunda etapa: pequenas incursões

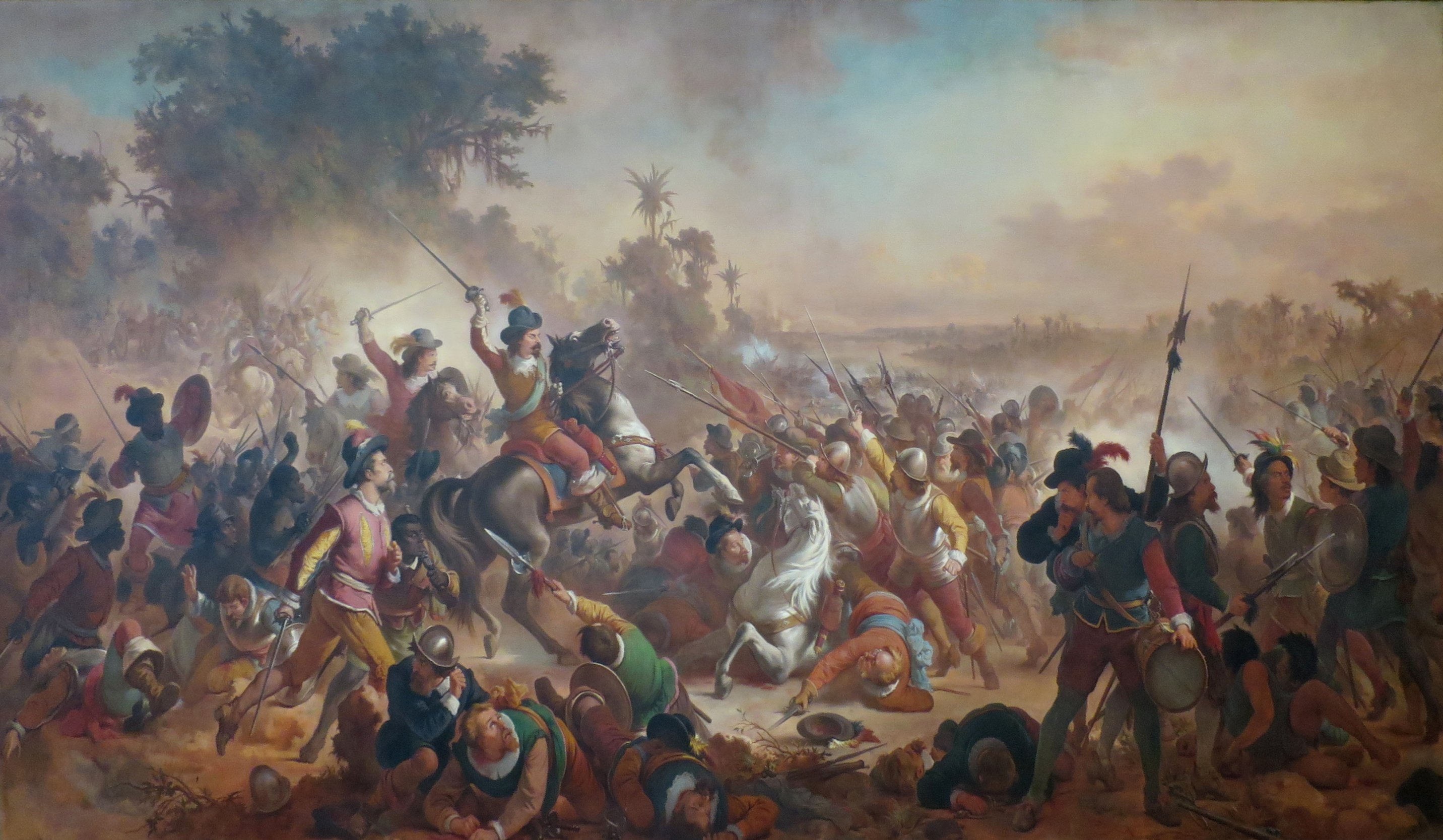
A Batalha dos Guararapes, por Victor Meirelles de Lima. Com a expulsão dos holandeses da maior parte do nordeste brasileiro após a Batalha dos Guararapes em 1649, no contexto da Insurreição Pernambucana, Portugal passou a ter uma posição mais forte contra os neerlandeses

Em 1646, a impossibilidade de chegar a um acordo estável com os holandeses, decididos a seguir o assalto às colónias americanas e asiáticas portuguesas e o previsível fim da guerra dos Oitenta Anos, unido ao temor de perder a aliança com França, inquietaram o Governo luso. Como consequência, João IV apresentou a Mazarin a proposta de divisão do reino e de proclamação de uma regência francesa nas terras peninsulares, que o ministro francês recusou. Em 1648, Portugal viu frustrada a sua esperança de ver plasmado o reconhecimento internacional da sua independência na Paz de Vestfália. O mesmo aconteceu mais tarde com a dos Pirenéus. Nesse período, os diplomatas portugueses procuravam a colaboração da França, Províncias Unidas e Veneza para tentar fazer com que Filipe IV assinasse uma trégua de pelo menos cinco anos, propósito que não atingiram. No final de 1648, o Governo luso esteve a ponto de ceder Pernambuco e Angola aos holandeses para conseguir o seu apoio, até que as vitórias sobre estes nesses territórios finalmente fizeram que se abandonasse o plano. Interessado ainda em se entender com os holandeses, João IV chegou a desculpar as ações dos colonos brasileiros como obra de incontrolados e a oferecer aos holandeses vender o Brasil que ainda conservavam por três milhões de cruzados, oferta que Haia declinou no final de 1650.
A guerra também era cara. Na década de 1650, haviam mais de 20 000 soldados espanhóis na Extremadura, em comparação com os 27 000 na Flandres. Entre 1649 e 1654, ao redor de 29 por cento (mais de seis milhões de ducados) das despesas em defesa de Espanha foram atribuídas à guerra contra Portugal, uma cifra que aumentou durante as principais campanhas da década de 1660. Portugal foi capaz de financiar as suas despesas militares graças ao comércio de especiarias com a Ásia e o comércio de açúcar no Brasil, ainda que também tenha recebido verdadeiro apoio dos rivais europeus de Espanha, particularmente Holanda, França e Inglaterra.
Em 1651 os portugueses assaltaram Coria e Valencia de Alcântara, mas não conseguiram apoderar-se das vilas. Entre 1653 e 1654 as incursões reduziram-se, mas voltaram a multiplicar-se em 1656 e 1657. No geral, os choques não tinham grande utilidade pois estavam maioritariamente relacionados com o roubo de gado, o saque e o incêndio. Em 1657, os espanhóis apoderaram-se de Olivença.
Os anos da década de 50 do séc XV foram indecisivos militarmente, mas importantes nas frentes políticas e diplomáticas. A morte do rei João IV de Portugal em 1656 marcou o começo da regência de sua esposa, a que seguiu uma crise pela sucessão e o golpe palaciano de 1662.Parte da nobreza lusa impugnou a sucessão. Apesar destes problemas internos, a expulsão dos holandeses do Brasil (1654) e a assinatura de um tratado com Inglaterra (também em 1654) melhorou a posição diplomática e financeira de Portugal temporariamente e deu-lhe a proteção necessária contra um ataque naval sobre Lisboa.
No entanto, Portugal seguiu sem conseguir o objetivo primordial: um pacto formal com França; a debilidade e o isolamento portugueses tinham sido confirmados na virtual exclusão das negociações do principal pacto europeu do momento, a Paz de Vestfália em 1648, triunfo da nova realpolitik. Graças à assinatura deste tratado e do fim das hostilidades na Catalunha em 1652, Espanha pôde novamente concentrar a sua atenção em Portugal, ainda que tenha sofrido com falta de homens, recursos e, sobretudo, de bons chefes militares para realizar a submissão do território.
A partir de 1658, a frente galega adquiriu importância. Os galegos conquistaram Lapela nesse ano e no seguinte Salvatierra. Os espanhóis podiam por fim promover a recuperação de Portugal, que, por sua vez, solicitou o aumento da ajuda exterior para o evitar.

### Terceira etapa: vitória portuguesa

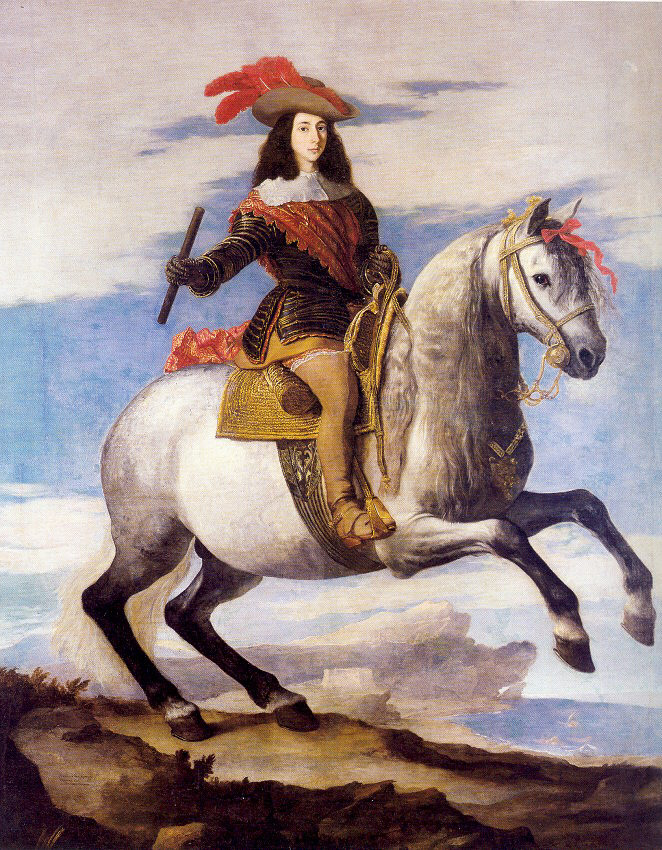
João José de Áustria, por José de Ribera

O fim da insurreição catalã e os problemas sucessórios portugueses deram à corte madrilena esperanças de recuperar Portugal. Uma grande ofensiva devia atravessar o Alentejo e atingir Lisboa, como tinha feito o duque de Alba em 1580. O comando da operação foi oferecido ao duque de San Germán. Enquanto o duque concentrava as suas forças entre Badajoz e Olivença a princípios de 1657, os portugueses aproveitaram para atacar novamente Valencia de Alcântara, uma vez mais infrutiferamente. Em 1658, cercaram longa mas inutilmente Badajoz. No final de 1658, os dezoito mil soldados de Luis de Haro tentaram em vão apoderar-se de Elvas, que assediaram durante três meses. A defesa da praça deu tempo de os portugueses reunirem um exército de socorro que bateu os espanhóis em 14 de janeiro de 1659.
Depois da assinatura do Tratado dos Pirenéus de 1659, a independência de Portugal estava ameaçada pela Espanha. O alto comando espanhol planeava usar parte do exército de Flandres na frente portuguesa para contar com forças veteranas que pudessem pôr fim à longa guerra mediante uma invasão. Para combater o risco, em 1661, os portugueses contrataram os serviços de um nobre militar alemão, Frederico Armando de Schomberg, como conselheiro militar de Lisboa, por recomendação do militar francês Turenne, junto com outros oficiais estrangeiros e mais de dois mil soldados ingleses para reforçar as forças portuguesas. Luís XIV da França, para não infringir o tratado assinado com Espanha, privou Von Schönberg de seus oficiais franceses.
Os espanhóis, por sua vez, tiveram problemas para enviar tropas de Flandres à Península Ibéria: os soldados eram no geral estavam pouco inclinados para marchar para os duros combates em Portugal. A primeira remessa de soldados, quatro mil de infantaria e mil quatrocentos ginetes sem os seus arreios além de certos especialistas, partiu desde Ostende à península em fevereiro de 1662. O contingente embarcou numa frota de dezoito navios, quatro deles de guerra que escoltavam os demais; entre os de transporte achavam-se várias fragatas corsárias, que depois ficaram nas águas peninsulares para estorvar o comércio português. Apesar das dificuldades financeiras do exército de Flandres, dependentes do sustento financeiro externo, cada vez mais escasso, Madrid não deixou de solicitar o envio continuo de soldados para a frente portuguesa. Em 1663 outros dois mil e quinhentos soldados marcharam para sul em seis fragatas; foi o último grupo a fazê-lo, pois a partir de então a falta de soldados em Flandres interrompeu os traslados.
Na Espanha um dos problemas principais constituía a dificuldade para conservar as unidades. As penúrias que passavam os soldados, como a falta de financiamento por parte da coroa de Castela fomentavam as deserções para tentar fugir da miséria.

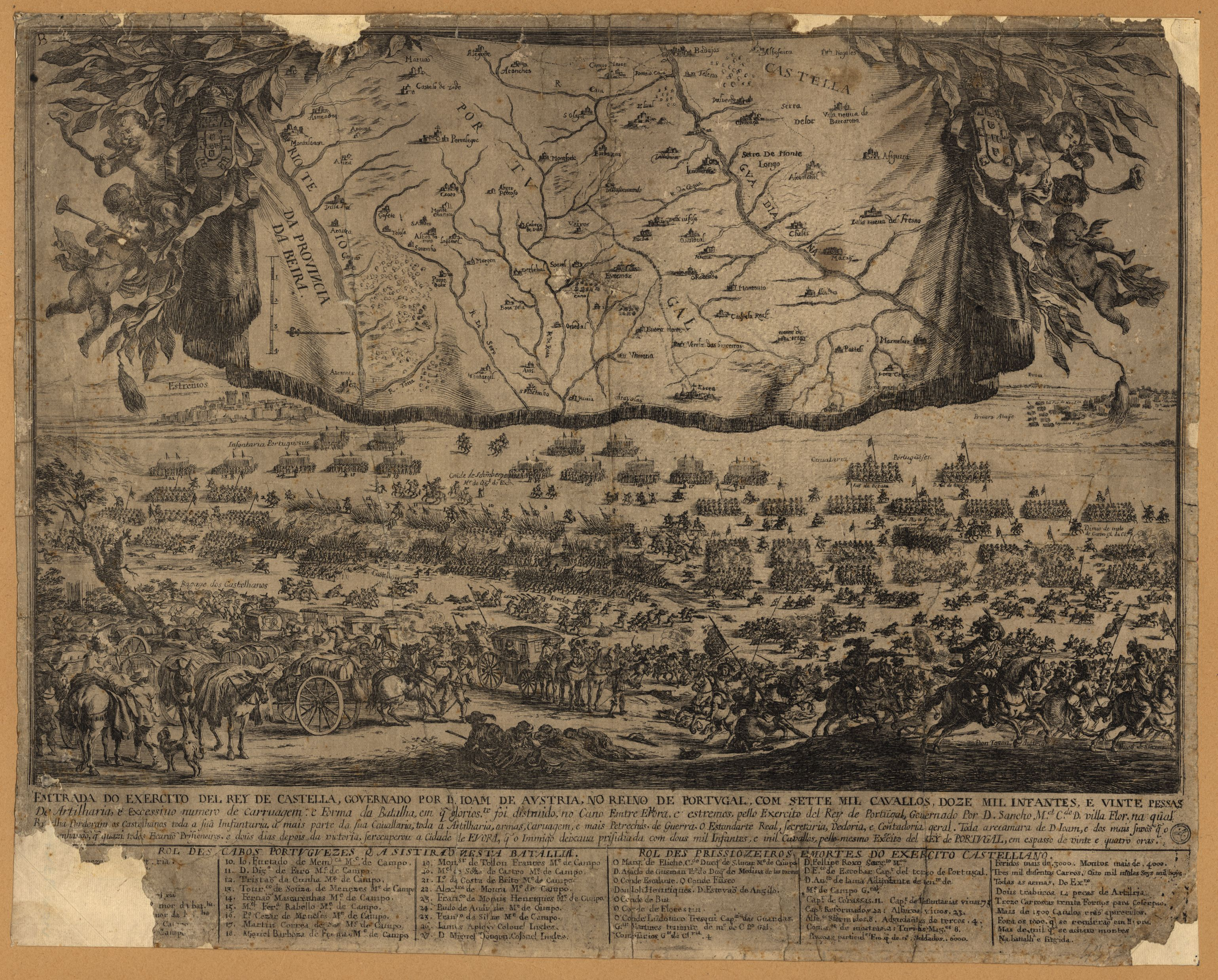
Gravura portuguesa do século XVII representando a Batalha do Ameixial, ocorrida em 8 de junho de 1663.

Em 1661, João José da Áustria apoderou-se de Arronches, o que debilitou a posição portuguesa em Elvas. Desde ali os espanhóis podiam ameaçar as comunicações portuguesas e avançar além do rio Caia. Como consequência da perda de Arronches, os portugueses retiraram o exército do Alentejo para Estremoz, afastando-o da fronteira. Em 1662, Espanha empreendeu importantes esforços para pôr fim à rebelião em Portugal. Criaram três exércitos para isso: o de Badajoz, composto por dezasseis mil infantes e seis mil ginetes, comandado por João José de Áustria, filho ilegítimo de Filipe IV; o de Galiza, com dezanove mil homens, e o de Cidade Rodrigo. Em junho de 1663, João José conquistou Juromenha. O bastardo real dirigiu os catorze mil homens que penetraram em Alentejo, e ao ano seguinte conseguiu cercar Évora, a principal cidade da região, mas os portugueses, sob o comando de dom António Luís de Meneses, primeiro marquês de Marialva e Von Schönberg, foram capazes de reverter a situação. Tanto em Évora como noutras populações do Alentejo, João José tinha sido recebido como um libertador que aboliria os tributos mais odiados dos Bragança, situação que indignou o Governo português. Em 8 de junho de 1663, Dom João José sofreu uma estrepitosa derrota às mãos dos portugueses na batalha de Ameixial, quando se dirigia a Arronches para procurar alimento para as suas tropas. Os exércitos portugueses, junto aos reforços, derrotaram finalmente os espanhóis na batalha, o que obrigou João de Áustria a abandonar Évora e a retroceder à fronteira, depois de sofrer copiosas perdas.

Sobre a desastrosa campanha de 1663 um dos ministros do rei Filipe IV fez o seguinte comentário:
"Dizem a Vossa Majestade que Portugal não tem dinheiro, não tem navios, não tem pessoas: traidores são os que dizem isso. Bem, com o que é que eles nos destruíram? Sem pessoas, eles derrotaram-nos tantas vezes; Bom Deus, vá com as pessoas! Sem dinheiro, choramos as nossas ruínas, o que choraríamos se tivessem dinheiro? Senhor: Portugal derrotou-nos no 'Montijo', destruiu-nos em 'Elvas', Luis Méndez de Haro fugiu deixando cavalos, artilharia, infantaria e bagagem. Portugal em Évora destruiu a Flor da Espanha, o melhor de Flandres, o lúcido de Milão, o escolhido de Nápoles e a romã da Extremadura. Vergonhosamente, SA o príncipe D. João José da Áustria retirou-se, deixando oito milhões que custaram à empreitada, oito mil mortos, seis mil prisioneiros, quatro mil cavalos, vinte e quatro peças de artilharia e a coisa mais lamentável foi que, de cento e vinte estandartes e afins, apenas cinco escaparam (...). Todos os dias Sua Majestade espera estar a ganhar, e todos os dias Sua Majestade sabe que está a perder e que a perda de todos os dias é grande."(Pouco depois dessas palavras, ocorreu a derrota de 'Castelo Rodrigo' em 1664, e a derrota esmagadora de Montes Claros em 1665).
Em 24 de junho de 1664, depois de suportar um duro assédio, Valencia de Alcântara caiu finalmente para o poder dos portugueses, que a conservaram até fevereiro de 1668. Foi a única praça importante que conquistaram os portugueses na fronteira da Extremadura, apesar das repetidas tentativas de se apoderar não só desta mas também de Alburquerque e Badajoz.

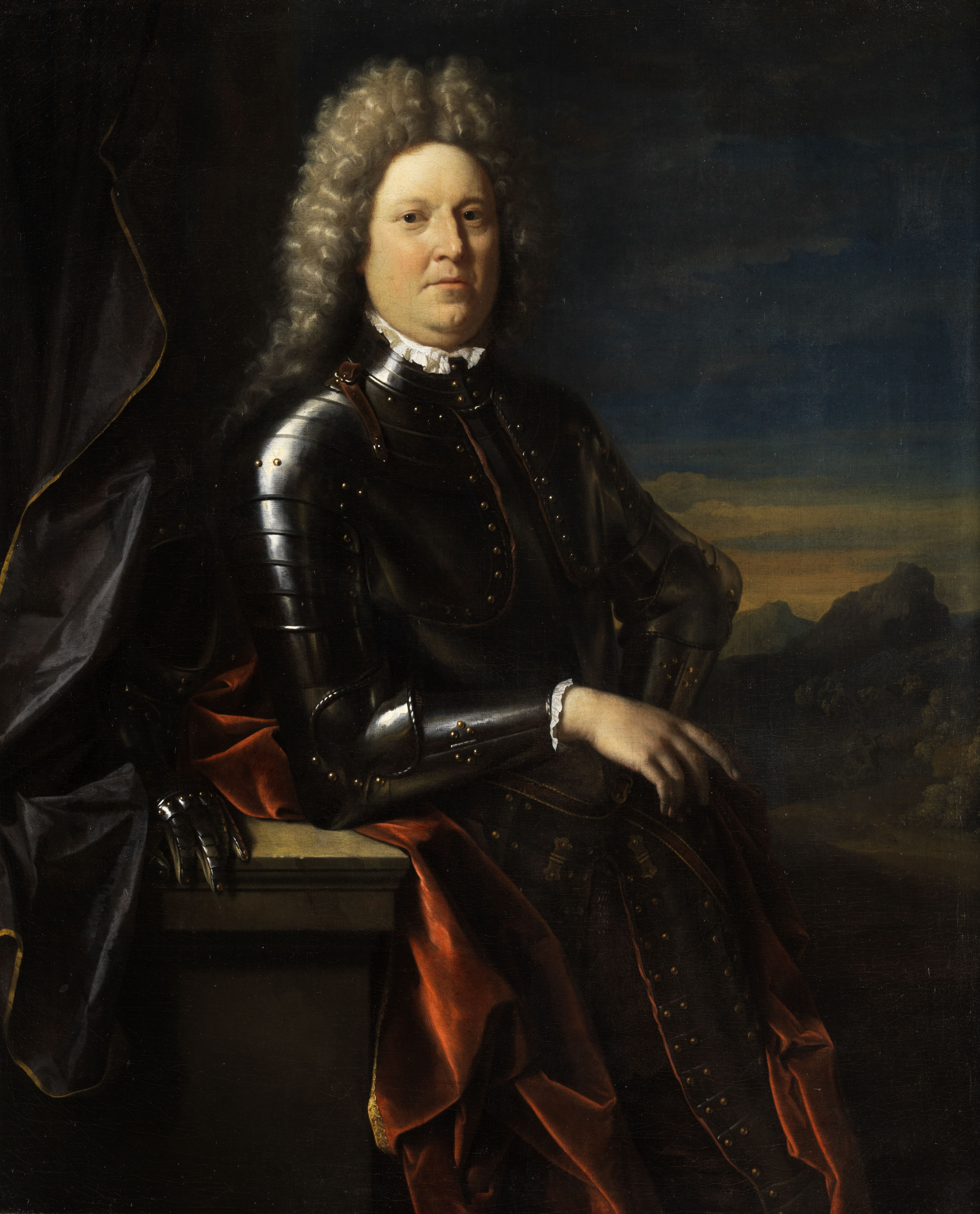
Frederico Armando de Schomberg, o conde de Mértola

Os portugueses contavam então com uns trinta mil homens no teatro de operações de Alentejo-Extremadura, mas os espanhóis eludiram todo choque importante até junho de 1665, quando o novo chefe militar espanhol, Luis de Benavides, marquês de Caracena, se apoderou de Vila Viçosa à frente de vinte e três mil homens, entre os que se contavam mercenários procedentes de Alemanha e Itália. A coluna de socorro portuguesa, às ordens de António Luís de Meneses e de Von Schönberg, bateu-se com as forças de Benavides em Montes Claros em 17 de junho de 1665. A infantaria e a artilharia portuguesas derrotaram a cavalaria espanhola, e a batalha terminou com mais de dez mil baixas espanholas homens, entre mortos e prisioneiros. Pouco depois, os portugueses recuperaram Vila Viçosa. Estes foram os últimos grandes combates da guerra.
Nesse mesmo ano de 1665, os portugueses desencadearam uma ofensiva na Galiza, com o fim de se apoderarem do porto de Vigo, que os franceses desejavam obter. Esta acometida acabou com a série de vitórias galegas na frente norte e permitiu aos portugueses ocupar o vale do Ronsal e sitiar Guarda. Depois deste ataque não houve combates de importância na frente galega, que se manteve paralisada.
Com o falecimento de Filipe IV em 1665, e apesar da falta de meios para empreender novas ofensivas e do começo em 1667 da guerra de Devolução que, apesar dos avisos do governo flamenco, surpreendeu a corte de Madrid, a rainha regente viúva ainda se recusava a perder Portugal, opondo-se ao pessimismo dos seus ministros. Porém, a nova guerra com França acelerou o fim da guerra. Para poder defender Flandres, a Coroa devia firmar a paz com os portugueses, tendo a regente Maria Ana da Áustria finalmente aceitado.
Ambas as partes voltaram a campanhas de escaramuças. Portugal, com a interseção de seu aliado inglês, tinha solicitado uma trégua, mas a decisiva vitória portuguesa em Montes Claros e a assinatura do Tratado de Lisboa de 1667 entre França e Portugal precipitaram o fim do conflito: os Habsburgos espanhóis finalmente acederam a reconhecer a independência portuguesa e à Casa de Bragança como a nova dinastia reinante de Portugal em 13 de fevereiro de 1668. A paz assinou-se nesse dia no Convento de Santo Elói de Lisboa.

## Batalhas
- Cerco de São Filipe (1641-1642)
- Montijo (1644)
- Arronches (1653)
- Linhas de Elvas (1659)
- Ameixial (1663)
- Castelo Rodrigo (1664)
- Montes Claros (1665)
- Berlengas (1666)